# Ромеу Пелліччіарі
Ромеу Пелліччіарі (порт. Romeu, 26 березня 1911, Жундіаї — 15 липня 1971, Сан-Паулу) — бразильський футболіст, що грав на позиції нападника, зокрема, за клуб «Флуміненсе», а також національну збірну Бразилії.
Чотириразовий переможець Ліги Пауліста. П'ятиразовий переможець Ліги Каріока. 

## Клубна кар'єра
У футболі дебютував 1928 року виступами за команду «Уніон Сан-Жуан», в якій провів один сезон. 
Протягом 1930—1934 років захищав кольори клубу «Палестра-Італія».
Своєю грою за останню команду привернув увагу представників тренерського штабу клубу «Флуміненсе», до складу якого приєднався 1935 року. Відіграв за команду з Ріо-де-Жанейро наступні сім сезонів своєї ігрової кар'єри.
Згодом з 1942 по 1944 рік грав у складі «Палмейрасу» та «Рібейрау Прету».
Завершив професійну ігрову кар'єру у клубі «Палмейрас», у складі якого вже виступав раніше. Прийшов до команди 1945 року, захищав її кольори до припинення виступів на професійному рівні у 1947.
| Дата       | Місто          | Господарі | Результат | Гості          | Турнір                | Голи | Примітки |
| ---------- | -------------- | --------- | --------- | -------------- | --------------------- | ---- | -------- |
| 05.06.1938 | Страсбур       | Бразилія  | 6 – 5     | Польща         | ЧС 1938 - 1/8 фіналу  | 1    |          |
| 12.06.1938 | Бордо          | Бразилія  | 1 – 1     | Чехословаччина | ЧС 1938 - чвертьфінал | -    |          |
| 16.06.1938 | Марсель        | Італія    | 2 – 1     | Бразилія       | ЧС 1938 - півфінал    | 1    |          |
| 19.06.1938 | Бордо          | Бразилія  | 4 – 2     | Швеція         | ЧС 1938 - за 3 місце  | 1    |          |
| 15.01.1939 | Ріо-де-Жанейро | Бразилія  | 1 – 5     | Аргентина      | Копа Рока             | -    |          |
| 22.01.1939 | Ріо-де-Жанейро | Бразилія  | 3 – 2     | Аргентина      | Копа Рока             | -    |          |
| 18.02.1940 | Сан-Паулу      | Бразилія  | 2 – 2     | Аргентина      | Копа Рока             | -    |          |
| 25.02.1940 | Сан-Паулу      | Бразилія  | 0 – 3     | Аргентина      | Копа Рока             | -    |          |
| 05.03.1940 | Буенос-Айрес   | Аргентина | 6 – 1     | Бразилія       | Копа Рока             | -    |          |
| 10.03.1940 | Буенос-Айрес   | Аргентина | 2 – 3     | Бразилія       | Копа Рока             | -    |          |
| 17.03.1940 | Авельянеда     | Аргентина | 5 – 1     | Бразилія       | Копа Рока             | -    |          |
| 24.03.1940 | Ріо-де-Жанейро | Бразилія  | 3 – 4     | Уругвай        | Копа Ріо Бранко       | -    |          |
| 31.03.1940 | Ріо-де-Жанейро | Бразилія  | 1 – 1     | Уругвай        | Копа Ріо Бранко       | -    |          |
| Усього     |                | Матчів    | 13        |                | Голів                 | 3    |          |

Помер 15 липня 1971 року на 61-му році життя у місті Сан-Паулу.

## Титули і досягнення
- Переможець Ліги Пауліста (4):

«Палестра-Італія»: 1932, 1933, 1934
«Палмейрас»: 1942
- Переможець Ліги Каріока (5):

«Флуміненсе»: 1936, 1937, 1938, 1940, 1941
- Переможець турніру Ріо-Сан-Паулу (1):

«Палестра-Італія»: 1933
- Бронзовий призер чемпіонату світу: 1938